# Los emigrantes (Daumier)
Los emigrantes es un cuadro del pintor realista francés Honoré Daumier. Data del periodo 1852-1855 y se trata de un óleo sobre madera de pequeñas dimensiones: 16,2 cm de alto por 28,7 cm de ancho. Se conserva en el Museo de Bellas Artes de París, Francia. A este cuadro también se le conoce como Los fugitivos. 
Después de la revolución obrera de junio de 1848, el gobierno de Luis Felipe reaccionó con una fuerte represión, con penas de muerte, miles de encarcelamientos y deportaciones a Argelia. Tales acontecimientos inspiraron a Daumier este cuadro, además de una serie de óleos, litografías y un relieve titulados Los emigrantes, Los fugitivos y Los detenidos.
Daumier consigue transmitir desesperación y angustia a través de esta sencilla composición en diagonal, de tonalidades amarillas y marrones. Con gruesas líneas negras traza algunos contornos. Un paisaje de dunas es atravesado por una columna de figuras trazadas de forma esquemática, encorvadas. El claroscuro intensifica el dramatismo de la escena.